# Luchtvaartrecht
Luchtvaartrecht verwijst naar het rechtsgebied dat zich bezighoudt met wetten, voorschriften en andere juridische kwesties met betrekking tot de luchtvaart. Er wordt onderscheid gemaakt tussen nationaal en internationaal luchtvaartrecht. Voor het internationale recht en standaarden is de Internationale Burgerluchtvaartorganisatie verantwoordelijk.